# Hrabia Mount Edgcumbe
Hrabia Mount Edgcumbe (ang. Earl of Mount Edgcumbe) – brytyjski tytuł parowski kreowany w 1789 r. w parostwie Wielkiej Brytanii. Nazwa pochodzi od posiadłości Mount Edgcumbe w Kornwalii (do 1854 w hrabstwie Devon).
Dodatkowe tytuły hrabiów Mount Edgcumbe to: wicehrabia Mount Edgcumbe i Valletort (kreowany w 1781 r. w parostwie Wielkiej Brytanii) i baron Edgcumbe (kreowany w 1742 r. w parostwie Wielkiej Brytanii).
Tytułem grzecznościowym najstarszego syna hrabiego Mount Edgcumbe jest „wicehrabia Valletort”.
Baronowie Edgcumbe 1. kreacji (parostwo Wielkiej Brytanii)
- 1742–1758: Richard Edgcumbe, 1. baron Edgcumbe
- 1758–1761: Richard Edgcumbe, 2. baron Edgcumbe
- 1761–1795: George Edgcumbe, 3. baron Edgcumbe

Hrabiowie Mount Edgcumbe 1. kreacji (parostwo Wielkiej Brytanii)
- 1789–1795: George Edgcumbe, 1. hrabia Mount Edgcumbe
- 1795–1839: Richard Edgcumbe, 2. hrabia Mount Edgcumbe
- 1839–1861: Ernest Augustus Edgcumbe, 3. hrabia Mount Edgcumbe
- 1861–1917: William Henry Edgcumbe, 4. hrabia Mount Edgcumbe
- 1917–1944: Piers Alexander Hamilton Edgcumbe, 5. hrabia Mount Edgcumbe
- 1944–1965: Kenelm William Edward Edgcumbe, 6. hrabia Mount Edgcumbe
- 1965–1982: Edward Piers Edgcumbe, 7. hrabia Mount Edgcumbe
- od 1982: Robert Charles Edgcumbe, 8. hrabia Mount Edgcumbe

Dziedzicem tytułu hrabiego Mount Edgcumbe jest obecnie Piers Valletort Edgcumbe, przyrodni brat 8. hrabiego